# معركة الهاني
معركة الهاني (شارع الشط): الاثنين 29 من شوال 1329 هـ الموافق 23 أكتوبر 1911 م. معركة من معارك الجهاد الليبي ضد الغزو الإيطالي.
هي ثالثة المعارك الكبرى التي تجري حول العاصمة الليبية طرابلس، خلال الشهر الثاني للغزو الإيطالي، وتتخذ لها نفس الميدان الذي جرت فيها معركتان سابقتان (الهاني-شارع الشط 23 أكتوبر 1911م، والهاني-أبي مليانة 26 أكتوبر 1911م) وكانت محاولة الإيطاليين استعادت مراكزهم الدفاعية السابقة قد بائت بالفشل في المعركة السابقة (معركة الهاني-شارع الشط), حيث انهم بدؤا يشعرون بالحصار والطوق المشدد الذي فرضته عليهم القوة العثمانية ومن معها من قوات القبائل حول مدينة طرابلس، وظل الامل يحذوهم في استعادة تلك المواقع، ومن ثم توسيع المجال امام قواتهم للتقدم في إكمال مشروعهم الاستعماري حيث أن قواتهم بقيت في حيز ضيق محدود، منذ نزولها في العاصمة الليبية طرابلس، وقد باشروا في الاعداد للهجوم بعد أن تلقوا دعما حربيا كبيرا وصلهم في ميناء طرابلس يوم 23 نوفمبر 1911 م.
تعتبر أول معركة كبرى حدثت حول مدينة طرابلس، وقد شملت أحداث المعركة كافة أجزاء المدينة من قرقارش غربا حتى بو ستة وسوق الجمعة شرقا مرورا بجنوب المدينة حيث المنشية التي كانت تضم منطقة فشلوم الظهرة وتمتد حتى ميدان التحرير حاليا. وكانت بها مزارع غناء ومسورة بحواجز طوابي بها التين الشوكي الذي ساعد على تخفي المجاهدين عندما بدأت المعركة، وعندما قررت قيادة المجاهدين شن هجوم على القوات الإيطالية بطرابلس رأى الضباط الشباب الليبيون المنخرطون في الجيش التركي أن منطقة المنشية لا زالت عامرة بسكانها ولديهم أسلحة وعتاد حربي أخذوها عندما فتحت مخازن أسلحة الأتراك في الأيام الأولى لضعف المدينة وخروج الحامية التركية منها، وأن القوات الإيطالية لم تقم بالاستيلاء عليها منهم حتى التاريخ المذكور أعلاه). ويمكن الاستفادة منهم لوجودهم خلف مراكز دفاع الإيطاليين التي أسسوها عند احتلالهم لمدينة مثل بو مليانة والهاني وقرقارش، لتحريضهم على القيام بهجوم على مؤخرة جنودهم، لذلك تسلل بعض منهم لإقناعهم على ذلك وكان على رأسهم إبراهيم محمد الزواوي وغيره اتفقوا معهم على الثورة وذلك في اليومين السابقين للمعركة، عندما دخلوا المنطقة من بين التحصينات الإيطالية وقد اتفقوا معهم أيضا على أنه عندما يهاجم المجاهدين مراكز دفاع الإيطاليين المتقدمة من قرقارش وبو مليانة يقوم أهالي المنشية باجتياح المدينة بما لديهم من قوة لكي يركبوا تحركات القوات الإيطالية.
واستمرت المعركة ثمان ساعات متواصلة بحدة متفاوتة من منطقة لأخرى.

## موقع المعركة
الهاني موقع مرتفع شرقي مدينة طرابلس قرب النصب التذكاري الحالي لشهداء معركة الهاني، كان به قصر اتخذه الأتراك مقرا لقائمقامية النواحي الأربعة الساحل، قصر بن غشير العلاونة، المنشية.

## القوات المشاركة
- المجاهدون الليبيون وعددهم 4332 مقاتل موزعة على النحو التالي:
  - القلب: الكتيبة الثالثة من اللواء 126 بقيادة محمد فائق بو شويرب.
    - كتيبة مجاهدي الزاوية الغربية بقيادة اليوزباش محسن.
    - كتيبة مجاهدي زوارة والنوائل بقيادة الملازم زكي مقين.
    - كتيبة مجاهدي العلالقة بقيادة اليوزباش حكمت وكلفت بالهجوم على بو مليانة.

  - الجناح الأيمن فيضم: كتيبتين من اللواء 127 بقيادة اليوزباش رشدي وقياده ميدانيه للمجاهد الطيب أدراه
    - كتيبة مجاهدي ترهونة.
    - كتيبة مجاهدي مصراته بقيادة المجاهد أحمد المنقوش.
    - كتيبة مجاهدي الجبل الغربي بقيادة حمد بوصبيع الرياني
      - كتيبة مجاهدي غريان.

  - الجناح الأيسر يضم كتيبة من اللواء 125 بقيادة النقيب محمود أفندي، أما قوات المجاهدين فتكون من:
    - كتيبة الزاوية بقيادة الملازم عبد الله.و كتيبة الدحفاز ، بقيادة وسام الخطير .
    - كتيبة مجاهدي جنزور والماية وصياد بقيادة الملازم محسن علي
    - كتيبة المجاهد الطاهر الزاوي المغوارة
    - المجاهد محفوظ أبو غالية
- الإيطاليون: 20 ألف جندي بقيادة الجنرال كانيفا.

## مواقع المجاهدين
تمركزت قوات المجاهدين وبعض النظاميين العثمانيين في مواقع بجنوب المدينة في الفرناج وقوز زناتة وجامع بن سعد كما تواجدت مجموعات منهم في منطقة فندق التوغار ,وسواني بن يادم، وجنزور.

## مواقع الإيطاليين
دفعت إيطاليا بكامل ثقلها في عملية الإنزال في هذه المعركة، آملة في استرجاع هيبة جيشها التي فقدتها في المعركتين السابقتين حول سيدي علي الهاني. قامت بتوزيع القوات البرية بمختلف صنوفها على تشكيلات متعددة باتجاه مواقع المجاهدين، حيث بادرت بمهاجمتهم هجوماً عنيفاً. كما صدرت الأوامر للسفن الحربية الإيطالية المتواجدة (صقلية، كارلو البرتو، ليقوريا) باستخدام مدفعيتها بعيدة المدى لدك مواقع المجاهدين.

## نتائج المعركة
لم يتمكن الإيطاليين من تحقيق نتائج تذكر في هجومهم، سوى استعادة خطوطهم الدفاعية السابقة، ودفع المجاهدين للتقهقر عنها، وكذلك جمع جثث قتلاهم في المعركتين السابقتين، إلا أن هذا التقدم شجعهم فيما بعد لشن هجوما كبيرا في معركة عين زارة الشهيرة يوم 4 ديسمبر 1911م
- الإيطاليون: 374 قتيلا منهم 12 ضابطا و 158 جريحا بينهم 16 ضابطا
- المجاهدون: عدد الشهداء 170 شهيدا والجرحى 250 جريحا

## انظر
سليمان الباروني